# Sébastien Feller
Sébastien Feller, francoski šahovski velemojster, * 11. marec 1991, Thioville.
Feller je bil eden izmed treh šahistov, katere je Francoska šahovska federacija suspendirala zaradi goljufanja na 39. šahovski olimpijadi. Medtem ko je Feller igral, je njegovo igro po internetu spremljal Cyril Marzolo, ki je preko SMSov sporočil naslednje poteze. Sporočilo je prejel Arnaud Hauchard, kapetan reprezentance in ga posredoval naprej Fellerju. Feller je prejel triletni suspenz in dve leti družbeno-koristnega delovanja.